# Роменська міська територіальна громада
Роменська міська громада — територіальна громада в Україні, в Роменському районі Сумської області. Адміністративний центр — місто Ромни.
Площа громади — 969,9 км², населення — 56 215 мешканців (2020).

## Населені пункти
У складі громади 1 місто (Ромни) 2 селища (Біловодське, Лучки) і 72 села:
- Авраменкове
- Бацмани
- Біловод
- Бобрик
- Бойкове
- Борозенка
- Ведмеже
- Велике
- Великі Бубни
- Веселий Степ
- Вовківці
- В'юнне
- Гаврилівка
- Галенкове
- Галка
- Герасимівка
- Горове
- Довгополівка
- Житнє
- Загребелля
- Заїзд
- Заруддя
- Зеленівщина
- Зінове
- Зюзюки
- Калинівка
- Кашпури
- Колісникове
- Кононенкове
- Коржі
- Королівщина
- Кропивинці
- Кузьменкове
- Левондівка
- Левченки
- Лукашеве
- Мале
- Малі Бубни
- Малярівщина
- Марківське
- Матлахове
- Миколаївка
- Миколаївське
- Мокіївка
- Москалівка
- Москівщина
- Ненадіївка
- Новокалинівка
- Овлаші
- Олексіївка
- Перехрестівка
- Піски
- Плавинище
- Плужникове
- Погожа Криниця
- Погреби
- Попівка
- Посад
- Правдюки
- Пустовійтівка
- Ріпки
- Рогинці
- Савойське
- Садове
- Салогубівка
- Сененкове
- Скрипалі
- Степурине
- Чижикове
- Шилівське
- Яковенкове
- Ярмолинці